# Рудолф III (Саксония-Витенберг)
Рудолф III (на немски: Rudolf III., Herzog von Sachsen-Wittenberg; * 1367, Витенберг; † 11 юни 1419, Бохемия) от род Аскани, е курфюрст на Курфюрство Саксония в Свещената Римска империя през 1388 – 1419 г.

## Произход
Той е най-възрастният син и наследник на Венцел I фон Саксония-Витенберг († 15 май 1388) и на Цецилия (Силиола) да Карара (1350 – 1434), дъщеря на Франческо I да Карара (1325 – 1393), граф на Падуа.

## Управление
След смъртта на баща му Рудолф III поема през 1388 г. управлението на Саксония-Витенберг. Много години наред той е в конфликти с архиепископа на Магдебург.

### Участие в споровете за сваляне на Вацлав
След династията Хоенщауфен, никой римско-германски владетел не успява да има син, избран за негов наследник приживе. Това е постигнато отново за първи път през 1376 г. от Карл IV, чийто син Вацлав IV е избран за крал през 1376 г., докато Карл е все още жив. Въпреки това, Вацлав, който управлява от смъртта на баща си през 1378 година, се фокусира все повече върху своето Кралство Бохемия през следващите години. Това означава, че той не показва присъствие в другите области на империята. Постоянното отсъствие на Вацлав води до факта, че той е политически дистанциран от избирателите-курфюрсти на Рейн (архиепископите на Майнц, Кьолн и Трир, както и граф-палатина на Пфалц). Не може да бъде постигнато споразумение с Вацлав. Следователно от средата на 1390-те избирателите все повече преследват собствените си интереси. Рейнските принцове се опитат да спечелят останалите императорски принцове с писмени договори и обещания за военна помощ.
На 24 октомври 1396 г. граф-палатинът Рупрехт II сключва т. нар. Договор от Опенхаймер с тогавашния каноник от Майнц Йохан II фон Насау, който принадлежи от графска династия, близка до краля, тази на Адолф Насауски, вече веднъж назначен за крал в империята. Йохан е поддържан от архиепископа на Майнц. Започват, така наречените „безцелни“ заседателни дни, които се провеждат няколко пъти, и имат за цел да увеличат съпротивата срещу Вацлав и да го заставят да изпълнява задълженията си към църквата и империята. През май 1397 година различни императорски принцове се събират във Франкфурт на среща, свикана по инициатива на архиепископите на Кьолн, Трир и граф-палатина на Пфалц. 
През месеците преди Вацлав да бъде свален от власт и новите избори, които последват, консенсусът между избирателите от Рейн вече не е просто визуализиран чрез символични форми на изразяване, а по-скоро подробно описан в писмен вид чрез обширни споразумения за съюзи, обещания за помощ и подкрепа. Избирателите на Пфалц, както и Майнц и Кьолн сключват официално споразумение на конгреса на курфюрстите на 11 април 1399 г. , в което се ангажират с общ съюз за цял живот. Те искат да действат заедно по църковни и имперски въпроси и категорично заявяват, че ще се противопоставят заедно на Венцел. През юни херцог Рудолф III на Саксония-Витенберг се присъединява към Рупрехт III, а на 15 септември архиепископ Вернер фон Фалкенщайн от Трир се присъединява също към съюза. Напразен е, обаче, опитът за регионално влиятелни градове или папа Бонифаций IX да спечелят отлагане в полза на Вацлав.
В края на май 1400 г. избирателите от Рейн и други принцове се срещат във Франкфурт. Тази среща е връхната точка за изборните дейности „според политическите изисквания, големината на групата участници и степента на институционализация“. Не само присъстват техни последователи, но и представители на имперските градове и пратеници от Англия, Франция и Кастилия. На 11 август Венцел е помолен да се премести в официалното седалище Майнц в Оберланщайн . В контекста на преговорите във Франкфурт обаче вече има спор за възможен нов крал.
Курфюрст Рудолф III от Саксония-Витенберг предлага своя зет Фридрих I, херцог на Брауншвайг и Люнебург, но архиепископ Йохан II от Майнц предпочита Рупрехт. Има спор. Фридрих си заминава, но е убит на 5 юни 1400 г. близо до село Клейненглис (южно от Фритцлар) от граф Хайнрих VII фон Валдек и неговите последователи Фридрих фон Хертингсхаузен и Конрад фон Фалкенберг. Мотивите за убийството могат да бъдат обяснени с локални конфликти между графовете Валдек и гвелфите около Люнебург. Обаче подозрението възниква „сякаш рейнската опозиция иска да използва брутално насилие, за да елиминира князе, които не се съгласяват с техните имперски политически планове“.  По-късно Рупрехт се включва лично в уреждането на конфликта като крал: като изкупление кара да се извърши меса до основата в колегиалната църква „Свети Петър“ във Фритцлар. В ролята си на миротворец обаче Рупрехт не може да отбележи никакъв успех, тъй като през лятото на 1402 година продължават въоръжените сблъсъци между конфликуващите страни.
В седмиците след нападението, опозицията на Венцел от страна на Рейн все повече печели поддръжници. В началото на август 1400 година избирателите от Рейн се събират в Оберланщайн за свалянето и нови избори, а подкрепата за Вацлав е сведена до минимум. В допълнение към някои графове и синьори се появявят Фридрих VI фон Нюрнберг и синът на Рупрехт Стефан, които са само двама представители на имперските принцове. Курфюрст Рудолф III от Саксония-Витенберг и Йобст от Моравия като притежател на вота за гласуване в Бранденбург не присъстват. Четиримата избиратели от Майнц, Кьолн, Трир и Пфалц изчакват демонстративно закъснелите избиратели или Венцел, който също е поканен.
На 20 август 1400 г. курфюрстите обявяват, че Вацлав следва да бъде свален от кралската си власт като „безполезен, мързелив, небрежен и недостоен гоподар на империята“ и оправдават тази мярка с отговорността си за империята. Венцел не признава свалянето си и продължава да използва титлата римски крал. Продължава да ползва печата като римски крал до смъртта си.

### Участие в избора на римско-германски крал (1410)
През 1410 година, след смъртта на крал Рупрехт, тронът на римско-германски крал се оказва вакантен. Крал Сигизмунд се нуждае от поддръжка в борбата за трона. В това време Йобст Моравски управлява Курфюрство Бранденбург и така е един от курфюрстите, имащи право на глас при изборите за римско-германски крал. Само че самият Сигизмунд претендира за това право и назначава Фридрих Брандербургски за свой представител от Курфюрство Бранденбург на изборите за римско-германски крал на 20 септември 1410 година. Изборът на нов крал се усложнява от факта, че крал Вацлав IV живее в Бохемия и църковният разкол продължава в Европа. И ако думите на курфюрста на Кьолн, който заявява, че изборът на римския крал не е необходим, тъй като Вацлав продължава да бъде римски крал, лесно се игнорират, то разколът създава много проблеми. Йохан II фон Насау, архиепископ на Майнц, и Фридрих III, архиепископ на Кьолн, които подкрепят папа Александър V от Пиза, привличат на своя страна Адолф, херцог на Берг, Стефан III Баварски и Фридрих, маркграф на Майсен и ландграф на Тюрингия. Архиепископ Вернер фон Фалкенщайн от Трир, който подкрепя папа Григорий XII, има по-малко привърженици. Сред тях обаче са синът на починалия крал Рупрехт – курфюрст Лудвиг III Пфалц и неговият братовчед Фридрих, бургграф на Нюрнберг. Фридрих Хоенцолерн изплаща дълговете на Сигизмунд и убеждава Вернер фон Фалкенщайн от Трир и Лудвиг Пфалц да преминат на страната на Сигизмунд.
На 1 септември 1410 г. във Франкфурт се състои среща на курфюрстите-избиратели. На 20 септември Вернер фон Фалкенщайн от Трир и Лудвиг Пфалц като избиратели, Фридрих Нюрнбергски като представител, се появяват пред градската катедрала. Рудолф III от Саксония-Витенберг, заедно с избирателите на Майнц и Кьолн, отказват да започнат избори до пристигането на „избирателя на Бранденбург“ Йобст Моравски. Затова на 20 септември Йохан II фон Насау, курфюрст на Майнц, като архиепископ, забранява откриването на заседанието в църквата. Тогава Фридрих, заедно със своите съюзници, отиват до гробището в съседство с катедралата и там провъзгласяват избора на Сигизмунд. Избирателите на Майнц и Кьолн изразяват своя протест. Те привличат Вацлав на своя страна, който признава Йобст за „курфюрст-избирател от Бранденбург“. Заедно с гласа на курфюрст Рудолф III от Саксония-Витенберг, Йобст получава 5 гласа и е провъзгласен за германски крал на 1 октомври 1410 г. в градската катедрала.
Въпреки че Сигизмунд е избран по-рано, Йобст Моравски е подкрепен от повечето избиратели. Така в империята се появяват двама римски крале. Нито единият, нито другият обаче проявяват активност до януари 1411 година. През цялото това време интересите на Сигизмунд в Германия са представени от Фридрих и Йохан от Нюрнберг и Еберхард от Вюртемберг. На 11 януари 1411 г. Сигизмунд обявява съгласието си да заеме престола. В отговор Йобст започва да събира войски, но умира при подозрителни обстоятелства на 18 януари 1411 година. Това дава възможност на Сигизмунд да си върне контрола над Бранденбург и да премахне пречките за овладяване на трона по-късно същата година. Затова Сигизмунд изпраща Фридрих при Вацлав. Братята се съгласяват, че Сигизмунд ще бъде римски крал, а Вацлав император. Решават, че заедно ще се борят срещу църковния разкол. Вацлав спечелва на страната на Сигизмунд гласа на Рудолф III (Саксония-Витенберг), а Фридрих Хоенцолерн, избирателите на Кьолн и Майнц. Така въпреки протестите на избирателите на Вернер фон Фалкенщайн от Трир и курфюрста на Пфалц, които настояват за първите избори, Сигизмунд след юли 1411 година е провъзгласен за римски крал за втори път, но вече в катедралата.

### Взаимоотношения със Сигизмунд и смърт
През 1419 г. императорът Сигизмунд Люксембургски го изпраща в Бохемия да потуши първото въстание на хуситите в Прага (Хуситски войни). Той умира по пътя за Бохемия, вероятно са му дали отрова. Погребан е във францисканския манастир Витенберг. През 19 век е преместен в църквата на двореца и по време на Втората световна война във фамилната гробница.
Наследен е през 1419 година от по-малкия си брат Албрехт III (Саксония-Витенберг) „Бедния“ (* 1375/1380, † пр. 12 ноември 1422).

## Фамилия
Първи брак: 1387/1389 г. с Ана от Майсен († 4 юли 1395) от род Ветини, дъщеря на марк- и ландграф Балтазар от Майсен и Тюрингия.
Втори брак: 6 март 1396 г. с Барбара († 17 май 1435), дъщеря на херцог Рупрехт I от Лигниц (Легница) от силезийските Пясти и Хедвига или Ядвига Жагански († 1390), вдовицата на полския крал Кажимеж III Велики. От този брак той има децата:
- Схоластика (1393 – 1463) ∞ 1405/1409 г. херцог Йохан I от Саган († 1439) от силезийските Пясти
- Рудолф († 1406)
- Венцел († 1407)
- Зигмунд († 1407)
- Барбара фон Саксония-Витенберг (1405 – 1465) ∞ 1416 г., маркграф Йохан фон Бранденбург-Кулмбах († 1464) (Хоенцолерни)